# (1884) Skip
(1884) Skip (1943 EB1) – planetoida z pasa głównego asteroid okrążająca Słońce w ciągu 3,78 lat w średniej odległości 2,43 j.a. Odkryta 2 marca 1943 roku.